# Đèn đốt Bunsen

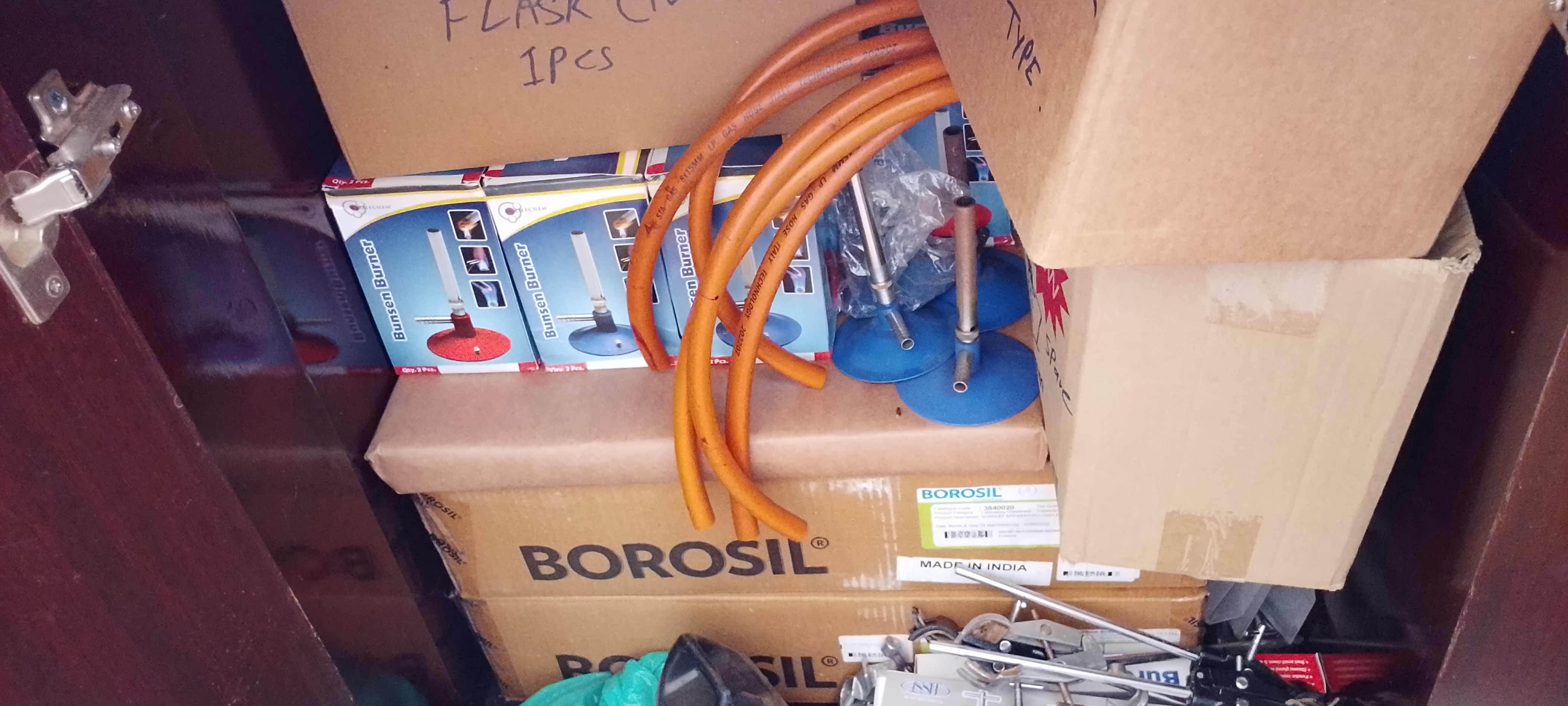
Một đèn đốt Bunsen

Đèn đốt Bunsen, được đặt theo tên Robert Bunsen, là một thiết bị phổ biến trong phòng thí nghiệm tạo ra một ngọn lửa khí hở, dùng để đốt nóng hoặc khử trùng. Khí đốt thường dùng là khí đốt tự nhiên (chủ yếu là khí mê-tan) hoặc khí dầu mỏ hóa lỏng, như khí propan, butan, hoặc kết hợp cả hai.